# Озеро диких гусей
«Озеро диких гусей» (кит.: 南方车站的聚会; піньїнь: Nan Fang Che Zhan De Ju Hui) — китайсько-французький драматичний фільм 2019 року, поставлений режисером Дяо Інанем. Світова прем'єра стрічки відбулася 18 травня 2019 року на 72-му Каннському міжнародному кінофестивалі, де вона брала участь в основній конкурсній програмі у змаганні за Золоту пальмову гілку .

## Сюжет
Він — лідер небезпечної банди байкерів. Вона — повія, готова на все, щоб повернути собі свободу. Вони знайомляться, коли він перебуває на втіках, намагаючись уникнути кривавих бандитських розбірок, які почалися між членами його команди. Обоє загнані в глухий кут, але вони розуміють одне одного та готові піти на ризик.

## У ролях
| • Ху Ге           | … |  |
| • Квай Луньмей    | … |  |
| • Ляо Фань        | … |  |
| • Реджина Вань    | … |  |
| • Ци Дао          | … |  |
| • Хуан Цзюе       | … |  |
| • Цзен Мейхуейцзи | … |  |

## Знімальна група
- Автор сценарію — Дяо Інань
- Режисер-постановник — Дяо Інань
- Продюсер — Ян Шень
- Оператор — Дун Цзиньсун
- Монтаж — Кун Цзиньлей, Маттьє Лакло
- Художник-постановник — Лю Цян

## Нагороди та номінації
| Список нагород та номінацій  | Список нагород та номінацій | Список нагород та номінацій | Список нагород та номінацій | Список нагород та номінацій | Список нагород та номінацій |
| Кінофестиваль/Кінопремія     | Рік                         | Категорія                   | Номінант(и)                 | Результат                   | Дж                          |
| ---------------------------- | --------------------------- | --------------------------- | --------------------------- | --------------------------- | --------------------------- |
| 72-й Каннський кінофестиваль | 2019                        | Золота пальмова гілка       | Озеро диких гусей           | Номінація                   |                             |